# Sergei Gennadijewitsch Alifirenko
Sergei Gennadijewitsch Alifirenko (russisch Серге́й Геннадиевич Алифиренко; * 21. Januar 1959 in Wanadsor, Armenische SSR) ist ein ehemaliger russischer Sportschütze.

## Erfolge
Sergei Alifirenko, der für ZSKA Moskau startete, nahm an den Olympischen Spielen 2000 in Sydney und 2004 in Athen teil. 2000 qualifizierte er sich mit 587 Punkten für das Finale, in dem er mit 100,6 Punkten den Bestwert erzielte. Insgesamt 687,6 Punkte reichten für den ersten Rang, sodass Alifirenko die Goldmedaille erhielt und Olympiasieger vor Michel Ansermet und Iulian Raicea wurde. Vier Jahre darauf zog er erneut ins Finale ein, dieses Mal mit 592 Punkten. Mit 692,3 Punkten beendete Alifirenko die Finalrunde auf dem dritten Rang hinter Ralf Schumann und Sergei Poljakow und erhielt damit Bronze. Bereits 1998 gewann Alifirenko bei den Weltmeisterschaften in Barcelona mit der Großkaliberpistole in der Mannschaftskonkurrenz die Silbermedaille. In Zagreb wurde er 2006 in dieser Disziplin Weltmeister, zudem gewann er in den Mannschaftswettbewerben mit der Schnellfeuerpistole und der Standardpistole Silber. Im Einzel sicherte er sich mit der Schnellfeuerpistole Bronze.
Kurz vor den Olympischen Spielen 2008 sagte Alifirenko im April des Jahres seine Teilnahme daran aufgrund einer Augenerkrankung ab. Im Oktober wurde er für zwei Jahre wegen Dopings gesperrt, da er bei einem Test positiv auf Dexamethason getestet wurde, das er zur Behandlung seiner Augenerkrankung eingesetzt hatte. Der russische Schützenverband bot Alifirenko daraufhin einen Trainerposten bei der Nationalmannschaft an. Alifirenko ist verheiratet und hat drei Kinder.